# 卡澤諾維亞 (伊利諾伊州)
卡澤諾維亞（英語：Cazenovia）是位於美國伊利諾伊州伍德福德縣的一個非建制地區。該地的面積和人口皆未知。

## 地理
卡澤諾維亞的座標為40°51′01″N 89°19′55″W / 40.85028°N 89.33194°W，而該地的平均海拔高度為238米（即781英尺）。